# Goliathkever
De goliathkever (Goliathus goliathus) is een zeer grote kever uit de familie van de bladsprietkevers en de onderfamilie van de rozenkevers (Cetoniidae). Er zijn nog vier andere keversoorten in dit geslacht die allemaal goliathkever worden genoemd, maar deze soort is veruit het bekendst en tevens de eerst beschreven soort van de vijf.

## Voorkomen en beschrijving
De goliathkever leeft in een groot deel van equatoriaal Afrika, echter niet in het uiterste oosten; in Kameroen, Congo-Brazzaville, Gabon, Kenia, Nigeria, Tanzania, Oeganda en Congo-Kinshasa. De goliathkever wordt in de natuur ongeveer 7 tot 9 centimeter lang, maar er zijn ook wel exemplaren bekend van 11 centimeter. Deze soort kent een enorme kleurvariatie, de meeste exemplaren zijn roodbruin met witte lengtestrepen, vooral op het halsschild maar ook zwart-witte kleuren komen voor. Mannetjes zijn van vrouwtjes te onderscheiden door twee naar voren stekende, hoornachtige uitsteeksels vooraan de snuit en iets daarachter twee beduidend kleinere uitsteeksels. Hierachter zitten de tasters, die bij beide seksen zeer kort en duidelijk geknikt zijn. Het exemplaar op de foto is overigens een opgezet vrouwtje. De goliathkever is niet eens de grootste keversoort; dat is de herculeskever (Dynastes hercules), die langer dan 15 centimeter kan worden. Een derde van de lengte bestaat echter uit de enorme hoorn van de herculeskever. De goliathkever is wel de zwaarste keversoort die bekend is, en kan tot 100 gram wegen.

## Algemeen
De goliathkever leeft van suikerrijke plantensappen als nectar en vocht uit fruit en likt vermoedelijk ook de wondsappen op van planten. Het is een goede klimmer dankzij de stevige klauwtjes aan de uiteinden van de poten die erg sterk is en ook goed kan vliegen; de vleugelslag klinkt als een helikopter vanwege de grote vleugels en dekschilden. De volwassen kever leeft slechts enkele maanden, veel korter dan de larve. De larve leeft van dood en rottend hout van diverse plantenfamilies, waaronder de wolfsmelkfamilie en wordt tot 15 centimeter lang en is dan zo dik als een pols. Opmerkelijk is dat de larve naast hout waarschijnlijk ook weleens andere insecten of de larven daarvan eet. De larve kent drie stadia; in het eerste stadium is het nog een klein worm-achtige larve van enkele centimeters, in het tweede stadium krijgt de larve duidelijkere segmenten en een rij kleine zwarte puntjes aan iedere zijkant, het derde stadium bereikt de larve het gewicht van soms meer dan 100 gram en de rijen zwarte stippen worden groter. Het duurt maanden eer de larve is volgroeid en verpopt, ook het popstadium neemt enkele maanden in beslag. Omdat deze keversoort weleens gekweekt wordt, is er vrij veel over bekend.